# No Name (Colorado)
No Name ist ein zu Statistikzwecken definiertes Siedlungsgebiet (Census-designated place) im Garfield County im US-Bundesstaat Colorado. Das U.S. Census Bureau hat bei der Volkszählung 2020 eine Einwohnerzahl von 177 Personen ermittelt.

## Lage
No Name liegt rund drei Kilometer östlich von Glenwood Springs, dem Verwaltungssitz (County Seat) des Garfield County und wird im Norden von der Interstate 70 und im Süden vom Colorado River begrenzt. Der Ort liegt in einer Höhe von knapp 1800 Metern auf dem Colorado-Plateau.

## Name
Für die Herkunft des Namens gibt es mehrere Erklärungen. Gerne wird die folgende Version verwendet: Um einen Namen für den Ort zu finden, wurden von der Countyverwaltung Fragebögen an die Einwohner verteilt. In die Zeile „Name of Town“ schrieben die meisten Befragten „No Name“. Die Fragebögen-Auswerter nahmen diese Angabe als Vorschlag der Teilnehmer wörtlich und somit erhielt der Ort den Namen No Name. Spätere Bemühungen, den Ortsnamen zu ändern scheiterten.